# Solieria lepida
Solieria lepida là một loài ruồi trong họ Tachinidae.